# EHH B3
EHH B3 – amerykański wojskowy sztuczny satelita zwiadu elektronicznego (monitorowania radarów naziemnych). Wystrzelony razem z satelitą wywiadowczym KH-7 21.
Wszedł powtórnie do atmosfery 17 czerwca 1968.